# The Idle Mermaid
The Idle Mermaid (en hangul, 잉여공주; romanización revisada, Ingyeogongju), conocida también en español como La sirena y Princesa en exceso, es una serie de televisión surcoreana de 2014 basada en el cuento de hadas La sirenita de Hans Christian Andersen, como una versión moderna que cuenta la historia de una princesa sirena llamada Aileen que al obsesionarse con un chef llamado Kwon Shi Kyung, decide convertirse en humana y tras su transformación más de alguna locura comete.
Es protagonizada por Jo Bo-ah, Ohn Joo-wan, Song Jae-rim y Park Ji-soo.  Fue emitida por la cadena de cable tvN desde el 7 de agosto hasta el 9 de octubre de 2014, con una longitud de 10 episodios emitidos cada jueves a las 23:00 (KST).  Debido a baja audiencia la serie fue acortada a 10 episodios y dejando un final abierto con la posibilidad de una segunda temporada.

## Argumento
Todo comienza con una princesa sirena llamada Aileen (Jo Bo-ah) que vive en el Río Han en Seúl que tras una obsesión con un chef llamado Kwon Shi Kyung (Song Jae Rim), se comienza a ilusionar con convertirse en humana hasta que descubre la forma de hacerlo que es a través de una pócima mágica, que luego de negociar con el brujo Ahn (Ahn Kil-kang) a cambio de un jarrón y collares de perlas, al no llegar a un acuerdo decide robarla, tras esto una consecuencia es que tiene 100 días para encontrar a su amor verdadero, de no hacerlo se desintegraría completamente dejando de existir. 
Aileen una vez convertida en humana, tiene un nuevo nombre que es Ha Ni y vive junto a Ahn Hye Young (Kim Seul-gi), Do Ji Yong (Kim Min Kyo), Park Dae Bak (Nam Joo Kyuk) y Lee Sun Kyu, en una casa de jóvenes que buscan empleo. Al pasar el tiempo Shi Kyung comienza a enamorarse, pero Ha Ni rompe su corazón quedándose junto a Hyun-myung (Ohn Joo-wan).

## Reparto

### Personajes principales
- Jo Bo-ah como Aileen / Kim Ha Ni: Es una princesa sirena que vive bajo el Río Han, posee un teléfono móvil, está constantemente actualizada con la moda, posee una cuenta en Twitter donde sigue a las celebridades, le encanta el trasero de Shi Kyung, según ella parece una manzana, una vez convertida en humana cada vez que toca el agua vuelve a aparecer su cola de pez.
- Ohn Joo-wan como Lee Hyun-myung: En un principio es el novio de Jin Ah, pero ya que ella encuentra trabajo en JH Foods, siente que el no sirve para nada y que no tiene sentido estar con alguien sin futuro, esto es reafirmado por la madre de ella quien constantemente trata de hacer que la relación de ellos acabe hasta finalmente lograrlo.
- Song Jae-rim como Kwon Shi Kyung: Es un chef de la empresa JH Foods, posee un programa de televisión y durante una pausa en la grabación de este, cae al río y es besado por Aileen, quien toma su teléfono móvil y que posteriormente es encontrado Hye Jung. Sufre de Prosopagnosia, al pasar el tiempo se termina enamorándose de Aileen.
- Park Ji-soo como Yoon Jin Ah: Es la novia de Joo Wan hasta que encuentra trabajo en JH Foods, así mismo abandona la casa para irse a vivir sola en un apartamento que queda ubicado en el mismo edificio donde vive Shi Kyung, por conveniencia propia ya que siente afecto por el y trata en muchas ocasiones de encontrarse con el intencionalmente haciendo parecer que es coincidencia.

### Personajes secundarios
Cercanos a Kim Ha Ni
- Ahn Kil-kang como Brujo An Ma-nyeo.

Casa del exceso
- Kim Seul-gi como Ahn Hye Young.
- Kim Min Kyo como Do Ji Yong.
- Nam Joo Hyuk como Big.
- Lee Sun Kyu como Lee Sun Kyu.

JH Foods
- Jin Hee Kyung como Hong Myung Hee.
- Kim Jae Hwa como Kim Woo Sun.
- Han So Young como Asistente So.
- Kim Jin Hee como Han Gook Ja.

Elite Group
- Kim Ha Rin como Park Geum Bi.

### Otros personajes
Apariciones especiales
- Moon Hee Kyung.
- Ra Mi Ran.
- Kang Yong Suk.
- Moon Ji In.
- Kim Jung Ha.
- Lincoln Paul Lambert.
- Yoo Se Yoon.
- Hyang Sook.
- Yoo Byung Jae.
- Lee Ji Woo.
- Jung Chan Woo.
- Crayon Pop.
- Kim San Ho.

## Producción
En la serie se pueden apreciar bastantes referencias culturales, por ejemplo en el episodio 2 se hacen varias parodias a populares dramas como My Love from the Star, Let's Eat, Playful Kiss y The Greatest Love, utilizando los temas principales de estos, en el episodio 3 se escucha la canción de "Pretty Woman" de Elvis Presley, en el episodio 4, Hye Young hace mención de la película Frozen, Ji Yong hace una parodia del videoclip de la canción Crooked de G-Dragon al darse cuenta de que Ha Ni no estaba enamorada de él, también en el mismo episodio Ji Yong parodia un popular comercial de ramen en Corea, donde se exagera la preparación de este.

## Banda sonora
| N.º | Título                                            | Artista  | Duración |  |
| 1.  | «그 사람과의 마지막 대화» (The Last Conversation) | Ever-New | 4:18     |  |

## Emisión internacional
- Filipinas: GMA Network (2015).
- Hong Kong: Now Entertainment (2016).
- Tailandia: PPTV HD (2015).